# Ischnomela pulchripennis
Ischnomela pulchripennis är en insektsart som beskrevs av Rehn, J.A.G. 1906. Ischnomela pulchripennis ingår i släktet Ischnomela och familjen vårtbitare. Inga underarter finns listade i Catalogue of Life.